# Karin Almgren
Karin Almgren, född 1952, är en svensk jurist.
Karin Almgren blev kammarrättsassessor i Kammarrätten i Stockholm 1981. Hon var departementsråd i Finansdepartementet 1992–1998 och kammarrättslagman i Kammarrätten i Stockholm 1998–2001. Hon utnämndes av regeringen den 21 december 2000 till regeringsråd (domare i Regeringsrätten) och tillträdde 2001. Från 2011 ändrades regeringerådens titel till justitieråd i Högsta förvaltningsdomstolen. Karin Almgren var justitieråd fram till 2017.
Almgren är vice ordförande i Pressens Opinionsnämnd. Tidigare har hon också varit ledamot respektive ordförande i Vetenskapsrådets expertgrupp för etik och expertgrupp för utredning av oredlighet i forskning.